# 董國光
董國光（1558年—？），字士彥，號翼明，山東兖州府滕縣人，民籍，明朝政治人物。

## 生平
萬曆十年（1582年）壬午科山東鄉試第二十八名，萬曆十一年（1583年）癸未科會試第三百十七名，登三甲第一百七十一名進士。都察院觀政，本年授中書舍人，十六年升刑部主事，丁憂歸。十九年復補户部，二十一年升郎中，蓟州管粮，二十四年丁憂。二十七年起升陕西副使，二十九年四月升陕西右参政，甘镇兵备，三十二年加升按察使，以阅视加恩，三十三年十二月加升右布政使，仍旧兵备庄浪道，三十七升左布政使，本年降用，四十一年改固原道左布政使兼副使，与总督劉敏寬纂修了《万历固原州志》。四十五年升俸一级，四十六年（1618年）升右副都御史、巡抚延绥，天啓元年养病。

## 家族
曾祖董泰；祖父董政；父董夢熊，曾任壽官。母李氏。